# Сереньо
Сереньо (итал. Seregno) — город в Италии, в провинции Монца-э-Брианца области Ломбардия.
Население составляет 39 997 человек (на 2004 г.), плотность населения составляет 2953 чел./км². Занимает площадь 13 км². Почтовый индекс — 20038. Телефонный код — 0362.
Покровителями коммуны почитаются святой Иосиф Обручник и святая Валерия Медиоланская, празднование 28 апреля.

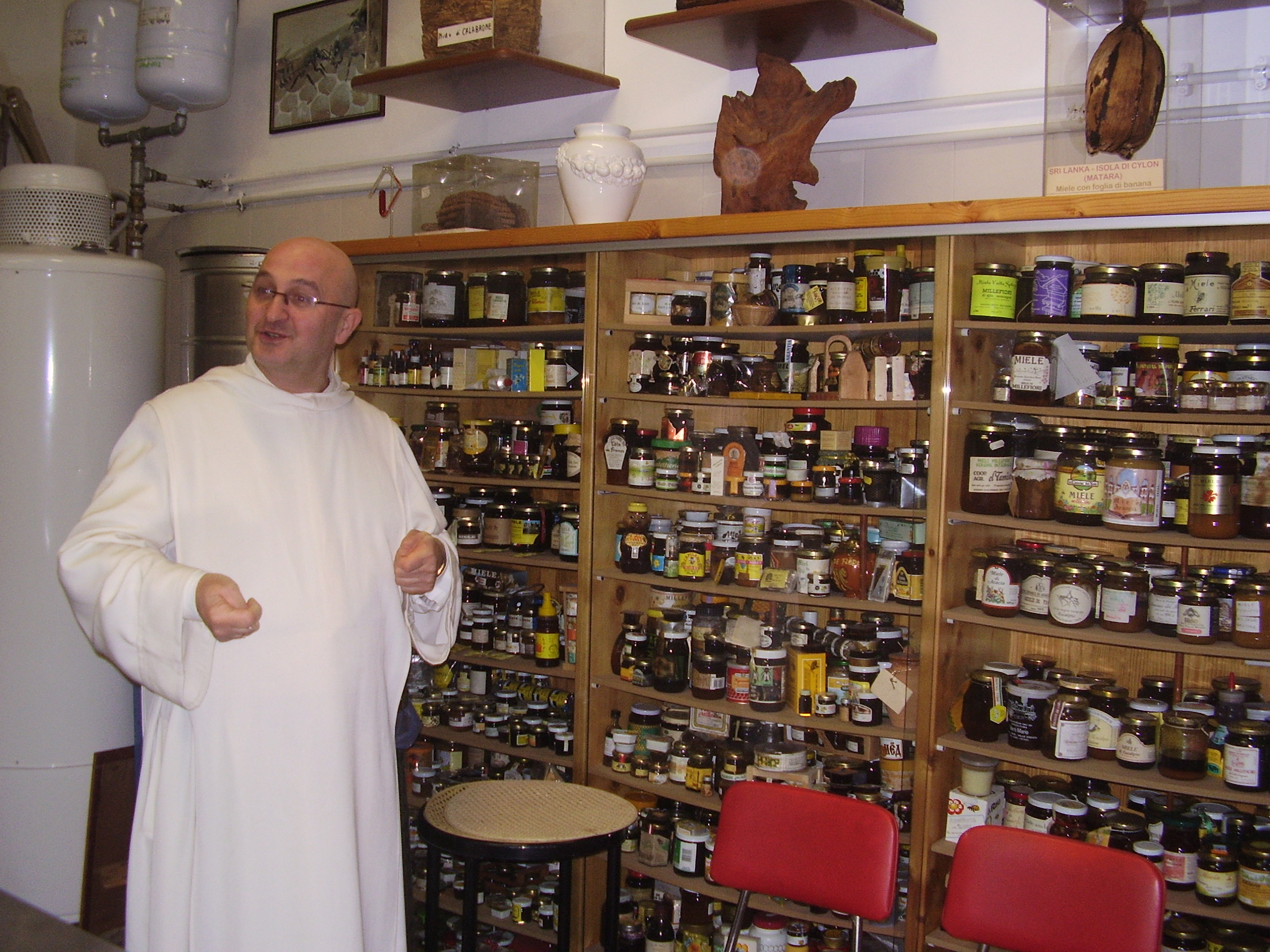
Музей меда

## Курьезы
В Аббатстве святого Бенедикта, основанном в 1884, монахи занимаются производством меда, ликера и других продуктов на основе меда. Имеется музей меда, где хранятся экземпляры со всего мира.

## Города-побратимы
- Сант-Агата-ди-Эзаро, Италия